# Boavista
Boavista – krasowa jaskinia położona w Brazylii, na Wyżynie Brazylijskiej.
W jaskini występuje bogata szata naciekowa.
Jaskinia Boavista została odkryta w 1987 r.